# Mirollia deficientis
Mirollia deficientis är en insektsart som beskrevs av Andrej Vasiljevitj Gorochov 2005. Mirollia deficientis ingår i släktet Mirollia och familjen vårtbitare. Inga underarter finns listade i Catalogue of Life.